# 25 Jahre Abenteuer Leben
25 Jahre Abenteuer Leben ist das 4. Best-of-Album der deutschen Schlagersängerin Andrea Berg. Es wurde am 15. September 2017 in Deutschland unter ihrem eigenen Plattenlabel Bergrecords veröffentlicht.

## Entstehung
Anfang des Jahres gab Berg bekannt, aufgrund ihres 2017 stattfindenden 25-jährigen Bühnenjubiläums ein dementsprechendes Album zu gestalten. Die Fans konnten im Internet aus über 200 Titel für ihre 25 Lieblingslieder abstimmen. Das Doppelalbum enthält zudem einige Akustikversionen und zwei neue Lieder. Die meisten Lieder sind in überarbeiteter Remixversion vorzufinden. Die Premium-Edition des Albums enthält auf einer 3. CD einen ca. 55 Minuten langen Hitmix.

## Titelliste
CD 1:
1. Ich werde lächeln, wenn du gehst
2. Der letzte Tag im Paradies
3. Du hast mich tausendmal belogen
4. Ich liebe das Leben
5. Sternenträumer
6. Feuervogel
7. Die Gefühle haben Schweigepflicht
8. Schenk mir einen Stern
9. Kilimandscharo
10. Diese Nacht ist jede Sünde wert
11. Im nächsten Leben
12. Piraten wie wir
13. Das kann kein Zufall sein
14. Das Gefühl
15. Und wenn ich geh
16. Atlantis lebt
17. Himmel auf Erden
18. Solang die Erde sich dreht

CD 2:
1. Flieg mit mir fort
2. Ich sterbe nicht noch mal
3. Drachenreiter
4. Märchenschloß
5. Du kannst noch nicht mal richtig lügen
6. Da, wo ein Engel die Erde berührt
7. Ich schieß dich auf den Mond
8. Ist es zu spät? (Akustikversion)
9. Kilimandscharo (Akustikversion)
10. Wir können nicht verlieren (Akustikversion)
11. Auch heute noch (Akustikversion)
12. Du hast mich tausendmal belogen (Akustikversion)
13. Tango Amore (Akustikversion)
14. Ich liebe das Leben (Akustikversion)
15. Sternenträumer (Akustikversion)
16. Sag mir doch (Akustikversion)
17. Der letzte Tag im Paradies (Akustikversion)
18. Ich werde nie wieder weinen (neu)
19. Ja, ich will (neu)

CD 3 (Premium Edition):
1. Der Ultimative Andrea Berg Hitmix

## Kommerzieller Erfolg

### Chartplatzierungen
| ChartsChartplatzierungen | Höchstplatzierung | Wochen |
| ------------------------ | ----------------- | ------ |
| Deutschland (GfK)        | 1 (67 Wo.)        | 67     |
| Österreich (Ö3)          | 2 (20 Wo.)        | 20     |
| Schweiz (IFPI)           | 2 (26 Wo.)        | 26     |

| ChartsJahrescharts (2017) | Platzierung |
| ------------------------- | ----------- |
| Deutschland (GfK)         | 11          |
| Österreich (Ö3)           | 19          |
| Schweiz (IFPI)            | 46          |

| ChartsJahrescharts (2018) | Platzierung |
| ------------------------- | ----------- |
| Deutschland (GfK)         | 70          |

### Auszeichnungen für Musikverkäufe
| Land/Region        | Auszeichnungen für Musikverkäufe (Land/Region, Auszeichnung, Verkäufe) | Verkäufe |
| ------------------ | ---------------------------------------------------------------------- | -------- |
| Deutschland (BVMI) | 3× Gold                                                                | 300.000  |
| Insgesamt          | 1× Gold · 1× Platin ·                                                  | 300.000  |